# Kaprela Island
Kaprela Island (englisch; bulgarisch остров Капрела ostrow Kaprela) ist eine größtenteils vereiste, in südwest-nordöstlicher Ausrichtung 500 m  lange und 150 km breite Felseninsel im Palmer-Archipel vor der Westküste der Antarktischen Halbinsel. Sie liegt 8,43 km südwestlich des Kap Neumayer und 10,67 km nördlich des Awl Point vor der Nordostküste der Trinity-Insel.
Britische Wissenschaftler kartierten sie 1974. Die bulgarische Kommission für Antarktische Geographische Namen benannte sie 2018 nach dem bulgarischen Trawler Kaprela, der von den 1970er bis in die frühen 1990er Jahre zum Fischfang in den Gewässern um Südgeorgien, um die Kerguelen, um die Südlichen Orkneyinseln, um die Südlichen Shetlandinseln und um die Antarktische Halbinsel tätig war.